# Jesús de Perceval
Jesús Pérez de Perceval del Moral (Almería, 17 de abril de 1915 - Almería, 3 de octubre de 1985), más conocido como Jesús de Perceval, fue un pintor, escultor y fotógrafo español. Se lo reconoció como académico numerario de la Real Academia de Bellas Artes de San Fernando de Madrid e Hijo Predilecto de la Ciudad de Almería.

## Biografía
Desde temprana edad fue hábil en el dibujo y la pintura. Estudió en la Escuela de Artes y Oficios de Almería, matriculándose más tarde en la Escuela Superior de Bellas Artes de San Fernando en Madrid. 
En 1934 recibió la medalla de oro de la Exposición Regional de Andalucía celebrada ese año y dos años más tarde, en 1936, obtuvo el galardón homólogo en la Exposición Internacional de París.
Perceval sería una de las personalidades más activas y dinamizadoras del depauperado panorama cultural de la provincia almeriense durante la posguerra. A él se debe en gran parte el nacimiento y desarrollo del movimiento indaliano, surgido en la década de los 40 a raíz de las tertulias mantenidas con otros artistas e intelectuales como Celia Viñas, Juan Cuadrado, José Gómez Abad, Miguel Cantón Checa o Capuleto. Dicho movimiento se inspiraba en las raíces de la tierra consideradas desde una perspectiva global, ensalzando el carácter ancestral, mágico y espiritual de las culturas del sureste peninsular, resumido éste en el indalo, símbolo de las civilizaciones prehistóricas, y en la presencia en la región de San Indalecio, uno de los primeros evangelizadores de Iberia, símbolo a su vez de la espiritualidad cristiana.
Perceval abanderaría el movimiento indaliano durante su presentación en el Museo de Arte Moderno de Madrid en 1947, logrando una gran acogida por parte de la crítica, especialmente de Eugenio d'Ors, a la sazón Jefe Nacional de Bellas Artes, quien se convirtió en entusiasta valedor del movimiento. El año siguiente, 1948, Perceval y otros indalianos fueron invitados a participar en el VI Salón de los Once de la Academia Breve de Crítica de Arte.
Durante los años 50, Perceval residió en Madrid y expuso en Múnich, Roma, París y en diversas ciudades de Argentina, Chile y Bolivia. En 1951 participó en la I Bienal Hispanoamericana de Artes de Madrid, despertando gran expectación su obra La degollación de los inocentes.

## Obra
Dentro del marco intelectual del movimiento indaliano destaca la premisa según la cual lo provincial no es sinónimo de inculto. Perceval puso en práctica este principio negándose a salir demasiado de su provincia, a pesar de sus anhelos de universalidad. Este hecho hizo que no fuera muy conocido fuera en el resto del país.
Su obra pictórica estuvo influenciada por Ignacio Zuloaga, Giorgio de Chirico y Pablo Picasso. El estilo, claramente expresionista, queda marcado por una cromática oscura y a veces trágica. Con el tiempo llega la moderación y Perceval crea una iconografía realista, matizada y poética. Se trata, en resumidas cuentas, de un pintor clásico en cuya producción se dejan sentir las culturas mediterráneas históricas y prehistóricas, la naturaleza y la infancia. 
Fue por lo demás un gran conocedor de los estilos y tendencias del arte universal y trabajó asimismo la escultura, la imaginería, la alfarería y la fotografía. 
Fuera de lo pictórico, son trabajos suyos:
- Talla de San Indalecio, patrón de Almería, inspirada en la desaparecida en 1936 de Francisco Salzillo, para la Catedral de Almería.
- Talla de la Virgen del Carmen (1944) y Cristo de los Pescadores (1945) para la Iglesia de San Roque en el barrio almeriense de Pescadería.
- Talla de San Sebastián para la parroquia del mismo nombre del centro de la capital almeriense.
- Talla de San Antonio de Padua para la Iglesia de San Sebastián de Almería
- Talla del Santísimo Cristo del Amor (1942) para la Iglesia de San Sebastián de Almería, el cual forma parte de la Hermandad del Amor de Almería, la cual procesiona cada Martes Santo.
- Retablo de la Piedad para la capilla del mismo nombre en la Catedral de Almería.
- Retablo para la capilla del Sagrario, actualmente de la Asunción, en la Catedral de Almería.
- Talla del Santo Cristo del Escucha, realizada para la Catedral de Almería en 1941.
- Imagen de San Juan Evangelista para la Hermandad de la Soledad de Almería.
- Retablo para la Virgen de la Soledad (1961) de la Hermandad de la Soledad de Almería, ubicado en la Iglesia Parroquial de Santiago Apóstol.
- Retablos laterales de la Iglesia Parroquial de Santiago Apóstol de Almería.
- Todo el conjunto decorativo de la Iglesia de Santo Domingo de Almería, Santuario de la Virgen del Mar: Altar Mayor, retablos laterales, púlpito, etc.
- Retablo Mayor y retablos laterales de la Iglesia de la Compañía de María, en la capital almeriense.
- Retablos para diferentes iglesias de la provincia como: Iglesia de San Agustín (Almería), Iglesia de San Antonio (Ciudad Jardín, Almería), Iglesia de San Antonio de Carboneras, Iglesia de Santa María de Sorbas, Iglesia Parroquial de Berja, Iglesia Parroquial de Albox, Santuario del Saliente (Albox),Iglesia de Nuestra Señora del Rosario de Roquetas de Mar (provincia de Almería),[1] etc.
- Monumento a San Francisco Javier existente en Tokio.
- Fuente de los Peces, ubicada en el Parque Nicolás Salmerón, en la capital almeriense.
- Grupo escultórico del Prendimiento, para la Hermandad del Prendimiento (Almería), de los cuales se conservan las imágenes de Malco y San Pedro, este último muy transformado por Antonio Dubé de Luque para adaptarla a imagen de vestir.
- Grupo escultórico de la Oración en el Huerto para el Paso Morao de Pulpí.
- Trono de la Virgen del Río de Huercál Overa en 1965.
- Trono de la Santísima Virgen del Mar patrona de Almería (1948)
- Dolorosa con la advocación del rosario para Lubrín.
- Virgen de los Dolores 1945 para el pueblo de Zurgena.

El pintor Antonio Manuel Campoy dijo de él:

Perceval tiene una escondida vena ramoniana y surrealista, las manos más hábiles que, posiblemente, hay en España (para dibujar y pintar, para tallar y modelar), la inteligencia más lúdica.